# Сумата
Сумата (англ. Sumata, яп. 素 股, буквально: «голая промежность») — японский термин для секса без проникновения, который является популярным в японских борделях.
Сумата является одной из форм фроттеринга, который выполняет женщина для мужчины. Работница секс-бизнеса трёт пенис клиента своими руками, бедрами, половыми губами. Цель состоит в том, чтобы стимулировать семяизвержение без вагинального проникновения. Этот вид активности обходит закон против проституции (англ. Anti-Prostitution Law, яп. 売春防止法) 1956 года, который запрещает сексуальные отношения за деньги.